# Hammargölen
Hammargölen är en sjö i Sävsjö kommun i Småland och ingår i Lagans huvudavrinningsområde. Sjön är 4 meter djup, har en yta på 0,008 kvadratkilometer och är belägen 280 meter över havet.